# Juan Majencio
Juan Majencio (quizás se pueda identificar con Juan, obispo de Tomi entre el 530 y el 550 y autor de una Disputatio de Nestoriams et Eutichiams) se suele designar al miembro más representativo de un grupo de monjes escitas,1 llamados «escíticos», que, a lo que parece eran monjes godos de Dobruzja, súbditos del godo Vitaliano, pertenecientes al grupo de cabezas llenas de inventiva, que ofrecían constantemente a la ortodoxia  nuevas fórmulas, de las que aguardaban la salvación.2
De Majencio, adalid de los escitas se dice que recibió «formación latina»3. Partidarios de la fórmula teopasquita «unus de Trinitate passus est» (neocalcenonismo),4 pretendían que el Papa confirmase esta tesis por ellos formulada «Uno de la Trinidad ha sido crucificado». Con ello suponían haber hallado la fórmula mágica para terminar con todas las herejías cristológicas,5 Esta fórmula se coloca del año 519 al 533 entre Constantinopla y Roma (es decir que causó división).6
Al autor (que algunos dividirían en dos personalidades distintas: Juan y Majencio) se le atribuye una serie de breves tratados teológicos: Capitula contra Nestorianos et Pelagianos, Professio brevissima catholicae fidei, Brevissima adunationis ratio verbi Dei ad propriam carnem, Responsio contra acephalos.7
Más importancia tienen, sin embargo, el Dialogus contra Nestorianos y la Responsio adversus epistulam quam ad Possessorem a Romano episcopo dicunt haerectici destinatam. El primero reivindica la validez de la ya mencionada fórmula teopasquita y, contra Nestorio, que postulaba en Cristo dos personas, reivindica la unidad con una fórmula —«una naturalis persona est idem Christus ex Trinitate»— que parece afirmar el monofisismo ciriliano. Del título de la Responsio se deduce ya la intención de considerar un falso la carta del papa Hormisdas8(San Hormisdas ocupó la cátedra de San Pedro del 514 al 523, durante el reinado de Teodorico en Italia y de Anastasio  en Oriente.9)  contra los monjes escitas, lo que permite a Juan plantear su defensa de la tesis escita como si el parecer negativo del pontífice no hubiese sido expresado.10